# Millennium (zespół muzyczny)
Millennium – jedna z pierwszych i najpopularniejszych polskich grup tworzących i wykonujących na żywo elektroniczną muzykę taneczną (techno/house), istniejąca w latach 1993-2002, założona przez Krzysztofa Kłubo (vel. DJ Phobos, Kris Klubo) i Tomasza Rożka (vel. Tom Horn, TR). Zespół – uznawany za pierwszy polski live act – w trakcie swego istnienia zagrał ponad 200 koncertów i wydał trzy płyty długogrające.

## Dyskografia

### Albumy
- A teraz Polska (1995, Snake’s Music)
- Self (1998, PolyGram Polska)
- Entropy (2000, Universal Music Polska)

### Maxisingle (CD)
- Exaudi (1995, Snake's Music)
- Re-Flex (1998, PolyGram Polska)
- Our Places (2000, Universal Music Polska)
- Sweet Summer Days (2000, Universal Music Polska)

### Maxisingle (płyta winylowa)
- Re-Flex (1998, PolyGram Polska)
- Our Places (2000, Universal Music Polska)